# Храбростин, Михаил Николаевич
Михаил Николаевич Храбростин (27 октября 1852, Петербург — 19 февраля 1915) — русский военный врач, участник русско-японской войны.
Родился в Санкт-Петербурге, в семье дворянина, статского советника, старшего делопроизводителя комиссариатского департамента морского ведомства Николая Петровича Храбростина.

## Биография
- 1878 — окончил курс Императорской медико-хирургической академии в Петербурге, принят на службу в морское ведомство с присвоением классного чина титулярного советника.
- 1879—1882 — врач Кронштадтского морского госпиталя.
- 1881 — член хирургического общества им. Н. И. Пирогова.
- 5 мая 1882 года — назначен первым врачом-лекарем и преподавателем физиологии и гигиены вновь созданной водолазной школы в Кронштадте.
- 1883 — один из соавторов первой учебной программы для курсантов-водолазов.
- 1884 — автор пособия по изучению и обращению с водолазным костюмом.
- 1884—1889 — казначей общества морских врачей Кронштадта.
- Автор руководства «Правила водолазной службы».
- 1890 — коллежский советник, старший судовой врач крейсера «Память Азова», участвовал в заграничном плавании.
- 1891—1902 — старший врач флотской роты крепости Свеаборг.
- 1896 — награждён орденом святого Станислава II степени и серебряной медалью в память царствования императора Александра III.
- 1901 — награждён орденом святой Анны II степени.
- 16 июня 1903 года — старший врач крейсера «Варяг», участвовал в бою 27 января 1904 года в порту Чемульпо.
- 23 февраля 1904 года — награждён орденом святого Георгия IV класса.
- 1 апреля 1904 года — вернулся в Одессу на пароходе «Малайя».
- 5 июня 1904 года — награждён медалью в память боя «Варяга» и «Корейца».
- 1905 — награждён орденом святого Владимира IV степени с бантом за безупречную службу.
- Врач гидрографического судна «Океан».
- 1908 — вышел в отставку в чине статского советника с правом ношения мундира и пенсией в размере 1200 рублей в год. Служил вольнопрактикующим врачом в Петербурге.
- 1909 — вольнопрактикующий врач в селе Василево Мартыновской волости Весьегонского уезда.
- 1910 — временный, а затем постоянный врач земской больницы Кесемской земской больницы Весьегонского уезда.

Умер в Кесьме, похоронен на местном кладбище.